# Trịnh Sâm
Trịnh Sâm (chữ Hán: 鄭森, 9 tháng 2 năm 1739 – 13 tháng 9 năm 1782), thụy hiệu Thánh Tổ Thịnh vương (聖祖盛王), là vị chúa thứ 8 của vương tộc Trịnh cầm quyền ở miền Bắc Đại Việt thời nhà Lê trung hưng. Ông nắm quyền cai trị từ năm 1767 đến khi qua đời năm 1782.
Trịnh Sâm chào đời và lớn lên trong hoàn cảnh cơ đồ của họ Trịnh đang bị lung lay dữ dội do những cuộc khởi nghĩa nông dân nổ ra khắp nơi vùng đồng bắc Bắc Bộ. Phụ thân của ông, Nghị Tổ Ân vương Trịnh Doanh đã phải dùng hơn 10 năm mới có thể tạm ổn định được tình hình. Bởi vì thế sự gian nan, vị thế tử Trịnh Sâm ngay từ nhỏ đã được cho ăn học tử tế với kỳ vọng có thể giúp họ Trịnh khôi phục được giai đoạn huy hoàng xưa kia, vì thế mà ông được rèn luyện đức tính thông minh, quả quyết và đôi khi có phần tàn nhẫn. Năm 1753, ông được sách phong Thế tử, đến năm 1758 thì được mở phủ đệ riêng, giúp chúa Trịnh xét đoán các công việc của nhà nước. Năm 1767, sau khi Trịnh Doanh qua đời, ông chính thức lên nối ngôi Chúa.
Trong những năm đầu cai trị, ông chính thức hoàn thành công cuộc đánh dẹp các cuộc khởi nghĩa nông dân còn dang dở dưới thời chúa cha, bên trong thì sửa sang nền chính trị, trọng dụng nhân tài, xây dựng quân đội hùng mạnh. Bởi thế đến năm 1774, nhân tình hình miền nam bất ổn do có cuộc nổi dậy của Tây Sơn, ông đã chớp lấy thời cơ thu phục đất Thuận Hóa là kinh đô của họ Nguyễn, giúp lãnh thổ Đàng Ngoài mở rộng cực đại kể từ khi cuộc phân tranh Trịnh - Nguyễn nổ ra đầu thế kỉ XVII.
Tuy nhiên sau những thành công ban đầu, Chúa Trịnh Sâm dần trở nên tự mãn, kiêu căng, ngày càng sa vào tửu sắc, xa rời thực tế, khiến nền chính trị suy bại, cuộc sống người dân trở nên cơ cực. Ông sủng ái người vợ thứ là Tuyên phi Đặng Thị Huệ, bà lại  cùng phe với Huy quận công Hoàng Đình Bảo mà dẫn đến một cuộc xung đột tai tiếng trong gia tộc họ Trịnh giữa con lớn là Thế tử Trịnh Tông với phe quận Huy và Thị Huệ. Vụ án năm Canh Tý nổ ra năm 1780 dẫn đến sự thất thế của Trịnh Tông và quận Huy trở thành người nắm quyền trong chính phủ trong lúc sức khỏe của Trịnh Sâm ngày càng suy yếu; còn ở miền nam, thế lực nhà Tây Sơn đã lớn mạnh và trở thành một mối đe dọa cho cơ đồ nhà Lê - Trịnh. Ông qua đời năm 1782, ngôi Chúa được truyền cho người con nhỏ là Trịnh Cán, mới lên 6 tuổi. Chỉ 5 năm sau, nhà Trịnh sụp đổ.

## Làm thế tử
Trịnh Sâm chào đời vào ngày Bính Tuất, tháng 2 niên hiệu thứ 5 Vĩnh Hựu đời vua Lê Ý Tông, tức 9 tháng 2 năm 1739. Khi đó, cha ông là Trịnh Doanh còn chưa lên ngôi chúa, nhưng đã được Trịnh Giang phong làm Thái úy, Tiết chế quân thủy, quân bộ các xứ, nắm quyền chính trong nước vì Trịnh Giang mắc bệnh và đã chán nản với chính sự. Mẫu thân của ông là bà Nguyễn Đình Thị Diễm,  người làng Linh Đường, huyện Thanh Trì, xứ Thăng Long, vợ thứ của Trịnh Doanh, dân gian thường gọi bà là Thứ phi Hoa Dung. Người anh cả của ông, Trịnh Nhuận do Chính phi họ Nguyễn Mậu đẻ ra đã mất từ nhỏ, nên ông thường được coi là trưởng nam của chúa Trịnh Doanh.
Sau cuộc đảo chính năm 1740, Trịnh Doanh lên ngôi Chúa thay cho Trịnh Giang. Trịnh Sâm với tư cách là con trai trưởng của Chúa, trở thành ứng viên đầu tiên cho vị trí nối nghiệp trong tương lai. Năm 1745, theo lệ cũ dành cho trưởng nam trong phủ Chúa, Trịnh Sâm được ra ở phủ riêng, Chúa Trịnh Doanh còn sai Phủ doãn phủ Thuận Thiên là Dương Công Chú và cấp sự trung là Nguyễn Hoàn làm Tả, Hữu tư giảng cho Trịnh Sâm.
Cuối năm 1753, theo đề nghị từ quần thần, Trịnh Doanh chính thức tâu xin vua Lê để sách lập Trịnh Sâm - 14 tuổi, làm thế tử với đầy đủ nghi lễ, và bổ dụng tham tụng Nguyễn Công Thái giữ chức bảo phó để dạy Trịnh Sâm. Đến mùa đông năm 1758, ông lại được tiến phong làm Tiết chế các xứ thủy bộ chư quân, kiêm Chưởng chính cơ, Thái úy Tĩnh quốc công, mở phủ Lượng quốc, quyết định công việc nhà nước. Tư giảng Nguyễn Hoàn dâng 10 bài châm, gồm: Bụng nghĩ phải ngay thẳng; Học hỏi phải rộng khắp; Tề chỉnh việc chính trị trong nước; Phòng ngừa việc đối với người thân cận; Thống nhất căn bản chính sự; Cẩn thận việc sai phái, cất nhắc; Mở rộng việc thu nhận những lời khuyên can; Giữ phép tắc đã sẵn có; Hiệu lệnh phải cho tin thực; Việc nào đáng rộng rãi hay đáng nghiêm ngặt, nên suy xét kĩ; Trịnh Sâm đều tiếp nhận.
Ngày 25 tháng 11 năm 1767, Chúa Trịnh Doanh mất, Trịnh Sâm lên nối ngôi chúa; bấy giờ đã 28 tuổi. Ngày Đinh Mão tháng 5 năm ấy (31 tháng 5 năm 1767), vua Lê Hiển Tông sai Tham tụng Nguyễn Nghiễm đem sách ấn tiến phong cho ông làm Nguyên soái, tổng quốc chính, Tĩnh Đô vương. Khi nhận sách, chúa khóc đến nỗi nước mắt ướt cả áo, tả hữu ai cũng động lòng. Nhà vua cũng sách phong cho mẹ của ông là Nguyễn thị làm Thái phi.

## Cai trị Đàng Ngoài (1767 - 1782)
Phong trào khởi nghĩa nông dân nổ ra từ những năm 1730 đến đây đã bị dập tắt gần hết, chỉ còn hai thế lực của Hoàng Công Chất ở Lai Châu và Lê Duy Mật ở Nghệ An, Trịnh Sâm cũng lập kế hoạch diệt trừ tận gốc.

### Đánh dẹp khởi nghĩa nông dân

#### Hoàng Công Chất
Mùa đông năm 1767, Hoàng Công Chất đem quân xâm phạm Hưng Hóa và Thanh Hoa. Triều đình sai bọn Trịnh Phương, Nguyễn Trọng Điển, Nguyễn Đình Diễn ra đón đánh, Công Chất phải bỏ chạy. Đến đầu năm 1768, Chất chiếm giữ Bao La. Bấy giờ quân Trịnh có 2 đạo ở Hưng Hóa và Trường Yên đều có vị trí gần với nơi đóng quân của Chất, đình thần đều xin cho hai đạo quân ấy đánh kẹp lại. Chúa Trịnh có ý theo theo, nhưng có tướng Hoàng Phùng Cơ, Lưu thủ Hưng Hóa cho rằng vị trí Bao La hiểm yếu, nếu đánh giáp công dù có thắng thì phản quân lại trốn theo đường Mai Châu, chẳng khác gì đi không về không; kế vạn toàn là cùng tiến theo 4 đạo để chẹn đường rút lui của địch mới có thể toàn thắng. Vì thế lời bàn đánh kẹp lại bị bác bỏ.
Đầu năm 1769, Đoàn Nguyễn Thục không bằng lòng với việc Nguyễn Đình Huấn làm Thống tướng mà không lập được thành tích gì, làm tờ khải kể 10 tội của Đình Huấn. Trịnh Sâm lập tức hạ lệnh triệu Đình Huấn về, mà bổ Nguyễn Thục lên thay, đổi Vũ Huy Đĩnh làm Giám quân, Nguyễn Trọng Hoành làm Tán Lý. Nguyễn Thục tiến quân vào Thanh Châu. Lúc đó Hoàng Công Chất đã chết, con là Hoàng Công Toản cố giữ Thẩm Cô và đặt mai phục ở các nơi hiểm yếu. Đoàn Nguyễn Thục sai toán quân nhanh nhẹn sắc bén tiến lên trước đánh úp, tiếp đó sai toán quân mạnh khỏe theo đường tắt hợp sức cùng đánh, phá tan được quân địch và tiến vào được xứ Mường Thanh. Công Toản chạy sang Vân Nam và từ đó biệt tích. Đoàn Nguyễn Thục đào mả của Hoàng Công Chất, phá quan băm xác rồi lấy hài cốt thiêu thành tro đổ đi, sai người báo tin thắng trận về triều đình. Cuộc khởi nghĩa Hoàng Công Chất kết thúc sau hơn 30 năm tồn tại.
Sau trận đánh Mường Thanh, thổ quan châu Tư Lăng của nhà Thanh tranh chiếm địa giới xã Tĩnh Gia thuộc châu Lộc Bình. Triều đình Đại Việt hạ lệnh cho Phạm Đồng Viện, đốc đồng Lạng Sơn, sai người đi phân giải. Đến năm 1771, quan châu Lộc Bình bèn trả lại đất ấy, sau đó lại đem dâng ngựa để tạ lỗi.

#### Lê Duy Mật
Thủ lĩnh Lê Duy Mật xuất thân từ hoàng tộc nhà Lê, vì bất bình với sự chuyên quyền của họ Trịnh nên đã lập âm mưu đảo chính từ năm 1736 song thất bại và phải lẩn trốn sang miền thượng du, dần tập hợp lực lượng và liên kết với các tù trưởng xứ Bồn Man khiến triều đình Lê - Trịnh nhiều năm không đánh dẹp được.
Mùa hạ năm 1767, biết tin Trịnh Doanh vừa mất, Lê Duy Mật liền dẫn lực lượng ra bắc, tràn xuống địa phận huyện Hương Sơn và Thanh Chương thuộc xứ Nghệ An. Trịnh Sâm sai Nguyễn Nghiễm cùng Bùi Thế Đạt đem quân đi đánh. Duy Mật rút quân chạy. Bấy giờ Duy Mật ở Trấn Ninh, lấp chặt đường Mường Then Trạm Mãn, gây cản trở cho hai xứ Thanh Nghệ, vì thế mục tiêu đầu tiên của Trịnh Sâm sau khi lên ngôi là dẹp trừ cuộc nổi loạn này. Ông dụ hỏi Thế Đạt về hình thế đóng quân của Duy Mật và kế hoạch tiến quân, tải lương. Sau đó chúa hạ lệnh bắt lấy thuyền đi biển của Thanh và Nghệ, dự tải thóc công chứa ở kho Vĩnh Doanh và Sa Nam, để phòng bị cấp phát cho quân. Một mặt, sai thêm Lê Đình Châu đem 5000 quân đi theo; lại lấy cớ xứ Thanh Hoa gần liền phủ Trấn Ninh, bèn hạ lệnh cho lưu thủ Nguyễn Đình Diễn chia quân đóng đồn phòng ngự, chặn giữ nơi xung yếu.
Ngày 26 tháng 6 năm 1767, Chúa Trịnh Sâm bàn với Việp quận công Hoàng Ngũ Phúc về kế đánh dẹp Lê Duy Mật, dự định dùng cách tiên lễ hậu binh. Ông tâu xin với vua Lê làm sắc chỉ, sai Thự tham chính Nghệ An Nguyễn Mậu Dĩnh và Đốc đồng Thanh Hoa Nguyễn Mậu Tiệp đem theo tờ chỉ và di văn của mình đến doanh trại của Duy Mật, nội dung bài di văn có ý vừa thuyết hàng, vừa đe dọa nếu trái ý, song Duy Mật không có động thái gì đáp trả.
Chúa Trịnh Sâm cho rằng Tham Lĩnh hầu Vũ Tá Đoan hành quân sai trái, bèn điều về Nghệ An, sai Nguyễn Nghiễm, Nguyễn Đình Huấn đem quân đến Hương Sơn để hội cùng Bùi Thế Đạt cùng tiến đánh Lê Duy Mật. Quân Trịnh chiếm được Hương Sơn, phản quân bỏ đồn Đặng Phủ, Nậm Nhu chạy vào rừng, quân Trịnh bắt sống một tướng cướp tên là Côn. Bấy giờ nhân sĩ khí lên cao, nhiều người bàn nên đánh gấp để lấy Trấn Ninh. Chúa Trịnh trả lời rằng
| “ | Thằng Mật đã chạy, thế tất không dám lại nhòm ngó Hoan, Ái. Nghịch Chất nhiều lần quấy nhiễu miền thượng du Hưng Hóa để thanh viện cho Mật. Ta thấy cơ nghi đánh dẹp phải có nơi hoãn, nơi cấp, nơi trước, nơi sau. Nay nên liệu để lại một số binh mã để phòng thủ án ngữ. Còn đại quân thì rút về để dồn lức đánh miền tây. Đợi Hưng Hóa dẹp xong, thừa thắng lấy Trấn Ninh ắt là lấy được | ” |

Vì thế Nguyễn Nghiễm được lệnh đem quân về kinh, chỉ có Bùi Thế Đạt ở lại Nghệ An tuyển mộ thêm binh lính để dự bị về sau. Tháng 7 ÂL, liên quân Hoàng Công Chất và Lê Duy Mật chia đường cướp bóc các hạt Quan Gia, Cẩm thủy, Lang Chánh, Thụy Nguyên. Lưu thủ Thanh Hoa là Nguyễn Đình Diễn xin thêm quân cứu trợ, Chúa truyền chỉ điều động lính bản trấn tùy nghi ngăn chặn, cố cầm cự đến cuối thu mới phát ninh hội đánh. Không lâu sau đó, Trịnh Sâm thăng cho Bùi Thế Đạt làm Thống lĩnh Nghệ An, Thảo tặc tướng quân để thống lĩnh quan binh ở đây, và phái thêm các đại thần là bọn Đoàn Nguyễn Thục ra hỗ trợ. Lại gửi thư cho quốc vương nước Vạn Tượng cùng tù trưởng xứ Mường Thuộc đề nghị đem binh yểm trợ, chặn các đường then chốt đi lại với Trấn Ninh. Khi đoàn người của Đoàn Nguyễn Thục lên đường ngày 13 tháng 8, Trịnh Sâm căn dặn sách lược: nếu Duy Mật giữ chỗ hiểm thì cho chính binh đánh nhau, kỳ binh đánh úp đường khác; còn mà họ dựa vào thành chống giữ thì nên ngày đêm quấy rối làm tiêu hao sinh lực định. Lại có thể dùng thêm các kế khác như nội gián. Ông nhấn mạnh rõ mục tiêu của mình là dặp tắt hoàn toàn cuộc khởi nghĩa chứ không phải chỉ chiếm lấy thành lũy mà thôi
| “ | Nếu nó lui chạy thì ta đuổi cho đến cùng, bắt lấy đầu sỏ để nộp; như thế mới cho kể làm công trạng. Nếu chỉ phá sào huyệt thì không kể. Nếu nó có cậy nhiều voi, thì ta đã có hỏa ngạch (có thể chỉ súng cỡ lớn) để chế ngự | ” |

Tháng 10 năm đó, chúa Trịnh Sâm nghe tin về chiến sự giữa nhà Thanh với nước Miến Điện; bèn truyền cho các trấn Lạng Sơn, Cao Bằng, Tuyên Quang thăm dò nguyên cớ. Và cũng cho rằng Trấn Ninh liền kề với các xứ ấy, sợ có gián điệp thông tin, nên sai quan sở tại bí mật do thám tâu lên. Cuối năm 1767 và đầu năm 1768, quân Trịnh liên tục thắng lợi, quân Trấn Ninh dần bị yếu thế và phải co cụm phòng ngự.
Ngày 23 tháng 1 năm 1768, tướng Bùi Thế Đạt chỉ huy cánh quân Nghệ An tiến quân đóng ở Xà Môn. Lê Duy Mật bị bất ngờ vì không nhận được thông tin gì về cuộc hành quân của quân Trịnh trước đó, nên lâm vào thế lúng túng. Quân Trịnh đi theo đường bằng phẳng, cả 3 cánh quân đều không gặp phải sự ngán trở nào trên hành trình trước khi hạ trại ở Bạn Khống. Ngày 24, sau chiến thắng ở Trình Cù, quân Trịnh lại chia thành 6 đồn để án ngữ, quân Duy Mật tập kích không được phải lui về Trình Quang mà quân Trịnh vẫn không thừa cơ truy kích. Chúa Trịnh Sâm cho rằng Thế Đạt quá thận trọng, không nhanh nhẹn gì cả, nên có ý chê trách. Đạt nghe được việc ấy, bèn tập hợp các tướng để tính việc tấn công, thắng một trận lớn ở Trình Quang vào đầu tháng 2 năm ấy. Trong khi đó cánh quân Trịnh khác ở Hưng Hóa gặp bất lợi hơn do vùng Mường Phên đến Mường Kiệm đường núi khó đi, ít lương thực. Chúa Trịnh nắm được khó khăn đó, bèn truyền chỉ cho phép Hoàng Đình Thể rút quân.
Mùa xuân năm 1768, Chúa Trịnh Sâm cử Nguyễn Đình Huấn làm Thống tướng ở các đạo Thanh Hoa, Sơn Tây, Hưng Hóa, có Tạo Cơ hầu Phạm Ngô Cầu làm Trấn thủ Sơn Tây để giúp đỡ Huấn. Huấn nhận lệnh và tiến quân đánh Thanh Châu. Chúa còn cử Nguyễn Đình Khoan, Trịnh Bảng làm nhiệm vụ vận chuyển lương thực. Ngoài ra vì sợ Thanh Hoa cách Hưng Hóa quá xa, có thể việc thông tin liên lạc làm chậm quân cơ, nên cho Lưu thủ Thanh Hoa Nguyễn Đình Diễn cùng Đốc đồng Nguyễn Mậu Đĩnh tùy ý trong công việc đánh giặc, chỉ việc lớn mới báo cáo cho quan Thống lĩnh (Nguyễn Đình Huấn).
Tháng 3 năm 1768, Trịnh Sâm nghĩ rằng vùng núi Nghệ An vừa rộng vừa xa, là chỗ rất thuận tiện cho giặc cướp hoành hành, mà chỉ để 1 viên tướng trông coi cả vùng như vậy là không thể, bèn cử thêm Vĩnh Vũ hầu Nguyễn Đình Đuống đốc suất các đạo Quỳnh Lưu, Đông Thành, Nam Đường, Thanh Chương, Quy Hợp tùy hỗ trợ cho Bùi Thế Đạt.
Mùa thu năm 1769, sai Bùi Thế Đạt, Nguyễn Phan, Hoàng Đình Thể cùng đi đánh Lê Duy Mật ở Trấn Ninh. Đầu năm 1770, Hoàng Ngũ Phúc dùng mưu dụ dỗ mẹ Lại Thế Thiều, con rể Lê Duy Mật, sai bà ta viết thư dụ dỗ Thế Thiều để làm nội ứng. Thế Thiều  vì muốn bảo toàn sinh mệnh, bèn khuyên đồ đảng là Lê Văn Bản mở cửa đồn ngoài Chiêm Phiệt cho quan quân tiến vào, các đồn khác vì thế cũng nhanh chóng tan vỡ. Lê Duy Mật cùng gia quyến và các tướng thân tín họp trong một căn nhà, giải chiếu đặt tiệc trên đống thuốc súng, uống rượu say suốt ngày, đến ban đêm thì cho kích nổ, tự thiêu mà chết. Thất bại này cũng là chấm dứt phong trào nông dân khởi nghĩa hơn 30 năm ở Bắc Hà. Sau bàn luận công đánh dẹp, gia phong Bùi Thế Đạt làm đại tư đồ, Nguyễn Phan làm Thái tể, Hoàng Đình Thể làm Thiếu bảo;...
Trước đây bàn định việc dùng quân đánh Trấn Ninh, các quan trong ngoài đều cho là khó, vì chỗ ấy vừa hiễm trở vừa xa xăm, chỉ một mình Trịnh Sâm đoán trước là tất thắng, cho nên mưu mô đánh dẹp đều do Sâm vạch ra, thành thử cuối cùng mới có thể thu được toàn thắng. Tuy nhiên sau chiến thắng đó, Trịnh Sâm sinh ra lòng thích đánh dẹp, khinh thường việc dùng binh lính.

### Chính sách cai trị

Con dấu của Tĩnh Đô vương Trịnh Sâm

#### Thời kỳ đầu (1767 - 1774)
Ngay sau khi lên ngôi năm 1767, Chúa Trịnh Sâm ban bố 6 điều răn dạy thần dân, gồm
1. Các thân huân đại thần và tôn thất nên vì nước giữ đạo công bằng, theo quy củ
2. Quan võ nên tìm hiểu học tập các phương thức binh pháp, chăn nuôi vỗ về binh dân
3. Quan văn võ chức ty không được im lặng, giãy giụa, tranh đua, tham lam, hà khắc
4. Các nội giám nên giữ gìn cẩn thận, trung thực khoan hòa
5. Quân sĩ phải tuân theo kỷ luật
6. Nhân dân trăm họ phải giữ gìn luân thường, siêng năng nghề nghiệp

Chúa Trịnh Sâm là người cứng rắn, thông minh, quyết đoán; phần nhiều công việc đều đổi mới, không theo nếp cũ. Ngay sau khi lên ngôi, ông định rõ thể lệ kiện tụng, về việc người đương sự kêu xin xét lại, cho phép người nào thấy bản án xử lý không đúng có thể xin xử lại, nếu xét lại còn vẫn chưa tỏ rõ được lý lẽ, thì cho phép người đương sự đánh mõ tâu bày. Ông lại cho định lệ về kiện tụng như sau: Phàm án trước đã xử, mà đương sự không phục muốn kháng cáo, thì đến ngày Chúa ra coi việc được phép quỳ kêu. Mà nếu có sự thiệt hại bức thiết thì cho phúc thẩm, phúc thẩm vẫn chưa được tỏ lỹ lẽ, thì cho đánh mõ mà kêu, nhưng sự kháng cáo phải tuần tự từ cấp dưới lên cấp trên, nếu người vượt cấp thì bác không xét đến.
Mùa đông năm 1767, Chúa Trịnh lệnh cho các xứ hễ thấy có chỗ đường sông, bãi bồi hoặc phù sa mới nổi, thì cho phép dân xã sở tại trình cụ thể với quan huyện đến khám, trong hai tháng chuyển đệ lên trên rồi sai quan thực khám để định lệ thuế  rồi sau đó khởi công các công trình. Cuối năm đó cải cách hành chính, hợp lại hoặc bỏ bớt gồm 4 phủ, 29 châu huyện. Những phủ và châu huyện này đều cho phủ huyện tiếp cận tùy tiện kiêm lý.
Chúa Trịnh Sâm muốn làm một cuộc chấn về văn trị. Ông dụ bảo bề tôi rằng
| “           | Trường học là nơi giáo dục nhân tài. Đế vương đời xưa không ai không cho việc học là việc trước nhất. Nước nhà ta, các bậc thánh vương nối tiếp trị vì, phép giáo dục rất đầu đủ, chọn người hiền, dùng người đức hạnh, thu được khá nhiều nhân tài. Ít lâu nay, thể văn dần dần biến đổi, học trò đục gọt tô điểm câu văn đã thành thói quen. Nay cần nghĩ cách thay đỗi tệ cũ, khen thưởng bồi dưỡng cho học trò trở thành người giỏi, để thu lấy công hiệu được nhiều người có tài. | ” |
| — Trịnh Sâm | |   |

Vì thế Trịnh Sâm dùng Nguyễn Nghiễm giữ công việc ở Quốc Tử giám, Vũ Miên kiêm giữ chức Tế tửu, Lê Quý Đôn và Phan Lê Phiên giữ chức tư nghiệp. Lại hạ lệnh cho tế tửu và tư nghiệp, hàng ngày đến nhà Thái Học, hội họp học trò để giảng bàn sách kinh sử; mỗi tháng cứ ngày mồng một và ngày rằm tập văn; mỗi năm cứ 4 tháng 1 lần thi xét duyệt. Trong số học trò có người nào học hỏi trội hơn, văn chương sâu rộng hơn, thì kê tên tâu lên triều đình biết mà cất nhắc trao cho quan chức. Ở ngoài các trấn thì do viên đề đốc học chính trong ti Thừa chính và các viên quan dạy học cứ 4 tháng 1 lần cũng thi khảo như ở trường Quốc học. Còn về các quan dạy học, cũng xét theo sự chăm chỉ hoặc trễ biếng để cho thăng chức hoặc truất bãi. Do đấy phong thái học trò được phấn chấn.
Mùa hạ năm 1768, vì cớ những nơi trạm đệ văn thư, phần nhiều có sự thiện tiện bắt dân phu phải phục dịch, làm náo động cả nhân dân ở ven đường, Trịnh Sâm bèn hạ lệnh từ sau phải theo phép trạm đệ, tức là nếu văn thư trong kinh phát ra thì dùng lính trong kinh chuyển đệ, văn thư ngoài trấn phát ra thì dùng lính ở trấn chuyển đệ, không được bắt dân sở tại một cách ngang trái.
Sau khi dẹp được cuộc khởi nghĩa Hoàng Công Chất, triều đình thu phục được 10 châu ở Hưng Hóa. Nguyễn Thục lấy cớ rằng động Mãnh Thiên mới được bình định, nhân trình bày về việc dân cư ở Hưng Hóa xơ xác, hao hụt do nhiều năm chiến tranh, mà người Man, người Nùng lúc phụ thuộc vào nhà Thanh, lúc theo về nước Lào, không nhất định thuộc về nước nào cả; bèn xin bàn luận rộng ơn hương dân, định lại điều lệ, để lấy lòng dân chúng ở đất ấy. Vì thế Trịnh Sâm hạ lệnh xá tô thuế cho các châu Hưng Hóa cùng người Nùng, các người Man ở Sơn Trang; lại tha những thuế còn thiếu; cấm hẳn việc thiện tiện mua phẩm vật, tha tội cho các tù trưởng và vẫn được làm thổ tù; binh lính bản thổ ở các châu thì liệu lượng suất số chia thành từng hiệu để điều tự giữ lấy đất đai. Một mặt, hạ lệnh cho viên quan ở trấn nghiêm cấm thổ tù không được theo thói cũ đánh cướp lẫn nhau, không được theo ý riêng nối ngôi tù trưởng, không được thiện tiện giết hại thổ dân trong hạt. Lại cấm dân các châu châu Lai Châu, Luân Châu, Chiêu Tấn và Quỳnh Nhai không được bắt chước mặc kiểu áo người nhà Thanh và nộp tô thuế riêng biệt.
Đầu năm 1771, triều đình định lại phép đánh thuế muối và thổ sản. Theo chế độ cũ, hiệu tả giáp, tả ất giữ về việc tơ, thu thuế tơ để cung cấp vào việc may nhung phục, mà không đánh thuế đất bãi; thuế muối thì không căn cứ vào số ruộng, chỉ thu thuế những bếp hiệu nấu muối. Sau, tơ sống để tích lũy lâu ngày, mục nát không sao dùng được, mà  dân gian bỏ thiếu cũng nhiều; về các hộ nấu muối thì nhà giàu nhà nghèo không đều, họ đem tình tệ riêng tố khổ lẫn nhau; lại có khi một thửa ruộng mà hai lần thu thuế muối, táo đinh không sao chịu nổi sự nặng nề, viên trưng phủ (tên quan) sớm tối thúc giực mà mười phần không thu được một phần. Đến đó, các quan bàn xá hết số còn bỏ thiếu lâu ngày của hai hạng thuế ấy. Từ nay, về thuế tơ thì cho thì cho chiết nạp theo số dật, diêm hộ thì căn cứ vào số ruộng hiện làm muối để thu thuế. Hộ phiên không đánh thuế thổ sản nữa.
Mùa thu năm 1771, Lê Quý Đôn (đang là Hữu thị lang bộ Hộ) dâng hơn một ngàn lạng bạc đã ăn của đút, nên thăng Tả thị lang bộ Công, quyền giữ chức Đô ngự sử. Quý Đôn dâng sớ tấu trình bốn việc, Trịnh Sâm khen phải và cho thi hành.
Năm 1774, Trịnh Sâm hạ lệnh cho Nguyễn Đình Huấn châm chước định thể lệ cấp tiền thóc cho các quân trong kinh, ngoài trấn; chiếu theo ngạch lính và số đinh, bớt chỗ nhiều, thêm cho chỗ ít, châm chước cân nhắc, san sẻ lại, cốt làm cho được quân bình, nhưng cũng không thể nào thay đổi hết tệ cũ.
Mùa hạ năm 1773, bổ dụng hoạn quan Phạm Huy Đĩnh giữ chức thự phủ sự, Lê Quý Đôn làm bồi tụng. Hai người này câu kết với nhau, mê hoặc lòng chúa, ức hiếp bá tánh và làm đại hoại triều cương. Đến tháng 5 năm đó, nhân việc làm lại sổ hộ tịch, Quý Đôn lại cùng Phạm Huy Đĩnh tra xét vùng ven biển thuộc lộ Sơn Nam hạ, trích ra được hơn chín ngàn mẫu ruộng lậu thuế, đều đăng ký vào ngạch thuế bắt phải chịu tô. Nhân dân phần nhiều ta oán.
Dù đất nước đã thái bình, chúa Trịnh Sâm vẫn duy trì thể lệ cho phép người dân nộp tiền để trao quan chức từ thời Trịnh Giang, vì cớ đê điều vỡ lỡ, việc sửa đắp đều khó nhọc, vừa phí tổn; nên cần thu gom tiền từ các hộ giàu.

#### Thời kỳ sau (1774 - 1782)

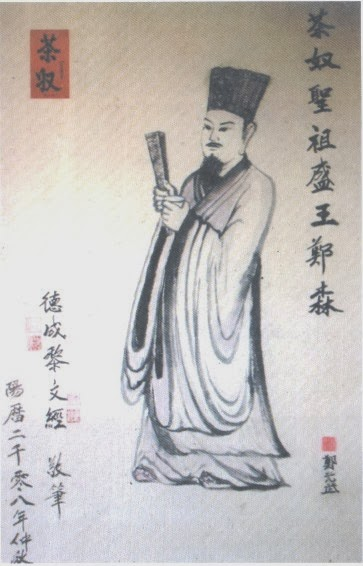
Tranh họa chúa Trịnh Sâm

Tháng 10 năm 1775, Chúa hạ lệnh: nếu ai có giấy tờ niên phong tâu bày việc mất, viên quan có trách nhiệm phải lập tức đề đạt, theo như thể lệ cũ; nếu người nào để chậm trễ sẽ có tội.
Đầu năm 1777, chúa hạ lệnh cho Lê Quý Đôn xét định ngạch tô thuế của binh và dân ở Thuận Hóa. Lúc đó Nguyễn Nhạc đã thu phục được vùng đất từ Quảng Nam đến Bình Thuận, sai bộ thuộc xin với Trịnh Sâm để được trấn thủ Quảng Nam. Lúc ấy, Trịnh Sâm ngại về việc dụng binh, chuẩn y cho, phong Nguyễn Nhạc làm Trấn thủ Quảng Nam, Tuyên Úy đại sứ, Cung Quận Công. Vua Tây Sơn bèn sắm sửa binh khí, tích trữ lương thực, chặn lấp nơi hiểm yếu, phòng giữ nơi quan ải, tiến dần lên thế thịnh vượng hùng cường. Nguyễn Lệnh Tân, muốn trừ Nguyễn Nhạc nhưng Phạm Ngô Cầu không cho. Lệnh Tân bèn dâng biểu xin bãi Ngô Cầu. Nhưng Trịnh Sâm không nghe và triệu Lệnh Tân về.
Mùa hạ cùng năm, Nghệ An bị đói to, thây chết đói nối liền với nhau. Ti Hiến sát đem tình trạng ấy tâu bày. Triều đình bèn hạ lệnh đem thóc trong kho chia ra phát chẩn. Lúc này Hoàng Ngũ Phúc mất, cháu là Hoàng Đình Bảo - phò mã của tiên chúa Trịnh Doanh - lên giữ chức quyền phủ sự, thay Ngũ Phúc quản lĩnh binh lính bản bộ. Đến nay, vì Nghệ An hàng năm bị đói, giặc cướp có nơi hô hào tụ hợp, Tây Sơn lại thường quấy nhiễu, Trịnh Sâm bèn hạ lệnh cho Đình Bảo thay Hoàng Đình Thể làm trấn thủ và Bùi Huy Bích giúp việc, mà sai Đình Thể đốc suất binh lính 5 cơ, đội đóng ở Bố Chính, để làm thanh thế viện trợ cho Phạm Ngô Cầu.
Đầu năm 1778, có giặc cướp ở Nghệ An nổi dậy. Hoàng Đình Bảo lập mưu bắt được, đồ đảng của giặc còn sót lại bị tan tác. Vì thế, Trịnh Sâm phong cho Đình Bảo làm Huy quận công. Mùa hạ cùng năm, vì cớ hạn hán, Trịnh Sâm cầu lời nói thẳng. Lê Thế Toại dâng sớ kể tội bọn Lê Quý Đôn và Nguyễn Lệ xin nghiêm khắc trừng trị để yên dân, chúa không theo. Lúc đó mất mùa, hạn hán liên tục, triều đình mở kho phát chẩn, quan các trấn tìm cách ngó lơ mệnh lệnh; chỉ có Hoàng Đình Bảo thực hiện nghiêm túc. Tháng 7 ÂL, nhân dân vùng đông nam vì mất mùa đói khát mà nổi dậy. Trấn thủ Sơn Nam Ngô Đình Hoành bị thua trận. Giặc nhân thế thắng, kéo đến xã Thận Vi.
Trịnh Sâm cử nội giám Thân Xuân Thự đi đánh nhưng cũng không được gì. Lúc ấy, trong quân nổi dậy có nhiều người là thuộc tướng của quận Việp, chúng cho rằng quận Huy tất có mưu toan làm việc trái phép, bèn sai người lén lút tới nơi, suy tôn làm minh chủ. Đình Bảo viết thư trả lời chúng, rồi liền đem bức thư của giặc kèm với thư của mình làm tờ khải trình bày đầy đủ về triều. Trịnh Sâm cho là người trung thành, bèn bổ Đình Bảo làm thống lãnh, đem châu suất quân tiến ra càn quét. Giặc nghe tin Đình Bảo kéo quân, đều tự chạy. Lê Quý Đôn lại sai người chiêu dụ, mọi người đều đầu hàng.
Mùa thu năm 1779, Thổ tù Hoàng Văn Đồng lại làm phản, tự xưng là Tân vương. Triều đình sai Nguyễn Lệ và Nguyễn Phan đi đánh dẹp, Hoàng Văn Đồng xin được đầu hàng và cống nộp.
Khi đó Trịnh Sâm trở nên kiêu căng tự mãn, có ý cướp ngôi nhà Lê. Nhân gặp kỳ tuế cống, ông cho làm tờ biểu mật tâu với vua nhà Thanh nói: 
| “ | Nhà Lê không có người con cháu nào hiền tài. Xin cho họ Trịnh được làm vương thay họ Lê. | ” |

Rồi căn dặn Vũ Trần Thiệu đem việc ấy vào tâu với vua nhà Thanh. Lại sai nội giám (không rõ họ tên) cùng đi để dâng của đút lót cho quan lại nhà Thanh để họ nói giúp cho việc xin phong tước. Khi đi đến hồ Động Đình, Trần Thiệu giả vờ có bệnh, đang đêm đem tờ biểu đốt trước mặt sứ bộ, rồi tự tử. Bởi vì lẽ đó mà việc cầu phong bị bãi bỏ. Đoàn sứ giả trở về dâng lên bức di thư của Vũ Trần Thiệu, trong đó lấy gương nhà Mạc bị diệt tộc do cướp ngôi nhà Lê để khuyên răn, Trịnh Sâm bèn thôi ý đồ cướp ngôi nhà Lê.
Cũng trong năm 1779 (hay 1775), Trịnh Sâm sai Ngưyễn Hoãn, Lê Quý Đôn, Ngô Thì Sĩ, Nguyễn Du soạn quốc sử, chép thêm từ đời Lê Hy Tông đến Lê Ý Tông, gọi là Quốc sử tục biên, cả thảy là 6 quyển
Trước kia theo chế độ cũ của khoa thi Đình, về việc thi đình, nhà vua thân hành ra sách văn thi cống sĩ ở sân rồng, người nào trúng cách thì cho truyền lô và yết tên vào bảng vàng. Nhưng trong khoa năm 1779, Trịnh Sâm cho người trúng cách cũng theo chế độ cũ, trước hết vào thi đình ở cung vua Lê, nhưng văn bài không đưa nhà vua phê duyệt. Đến hôm sau, lại hạ lệnh đến thi ở phủ đường lần nữa, rồi căn cứ vào bài đối sách tại phủ đường để định sự đỗ cao, đỗ thấp, rồi mới tâu xin nhà vua ra sắc lệnh cho đem bảng vàng treo ở ngoài cửa nhà Thái Học. Việc này sau thành thể lệ trong những khoa thi tiếp theo, đến khi họ Trịnh diệt vong.

### Những tranh chấp trong cung đình

#### Vụ án Trịnh Lệ
Trước kia khi tiên chúa Trịnh Doanh còn tại thế, Thụy quận công Trịnh Lệ (con thứ của Trịnh Doanh, em trai Trịnh Sâm) đã có mưu đồ đoạt ngôi đích tử, còn có viên quan là Phạm Huy Cơ vì có tội bị cách chức nên sinh lòng oán hận, vì thế hai người liên hợp với nhau âm mưu làm đảo chính, lại  bàn mưu với bọn tiến sĩ Dương Trọng Khiêm và Giải nguyên Nguyễn Huy Bá, định ngày khởi sự. Nhưng bọn Trọng Khiêm lại sợ rằng việc không thành, bèn cáo tố với nội giám Thiếu Trung hầu Phạm Huy Đĩnh, Huy Đĩnh đem báo cáo với Sâm. Chúa bèn họp các đại thần để điều tra, Phạm Huy Cơ bị tra tấn phải nhận tội. Trịnh Lệ cũng dâng tờ khai, tuy có che đậy nhiều việc song hình tích mưu phản thì đã xác thực. Trịnh Sâm có ý thương Lệ là anh em ruột thịt, nên viết thư dẫn dụ với lời lẽ khẩn thiết, Lệ thẹn xin tội chết.
Khi đình thần làm án, xin cho Trịnh Lệ vào án giảo hình, Huy Cơ thì chém đầu bêu xác. Chúa y việc giết Huy Cơ, song tha chết cho Trịnh Lệ, chỉ giam vào ngục mà thôi. Dương Trọng Khiêm trước bị bãi chức, nay vì có công tố cáo nên trả lại cho chức cũ và được thăng hai bậc; Huy Bá được thăng năm bậc. Thiêm đô ngự sử Đoàn Nguyễn Thục dâng sớ nói Trọng Khiêm, Huy Bá không đáng lĩnh công; Trịnh Sâm khen và nhận tờ khải của Nguyễn Thục, bèn hạ lệnh tước bỏ cấp bậc đã cho Trọng Khiêm được thăng, chỉ cho được khôi phục chức cũ; thưởng cho Nguyễn Thục 30 lạng bạc.

#### Vụ án Thái tử Vỹ
Thái tử Lê Duy Vỹ là con trai thứ 2 của vua Lê Hiển Tông, giữ ngôi Đông cung từ năm 1764. Trước kia Thái tử có chí thu nắm lấy quyền cương cho nhà Lê mà lật đổ họ Trịnh. Lúc Ân vương Trịnh Doanh còn tại thế có ý quý mến Thái tử, bà Chính phi của Ân vương là Nguyễn Thị Bản chỉ sinh được một người con gái, tức là Tiên Dung quận chúa Trịnh Thị Ngọc Nhuận; nhân đó Chính phi xin với Ân vương gả Nhuận cho Thái tử để ngày sau làm Hoàng hậu (nhưng bà Ngọc Nhuận mất sớm). Trịnh Sâm lúc lớn lên làm thế tử, đối với Thái tử đã có ghen tức. Một hôm, thái tử và Sâm cùng ở phủ đường được chúa Trịnh ban cho ăn cơm và bảo cùng ngồi một mâm, Nguyễn Chính phi ngăn lại mà nói rằng
| “ | Thái tử với thế tử có danh phận vua tôi, lẽ nào được ngồi cùng mâm? Nên phân biệt ngồi làm hai chiếu. | ” |

Rồi đuổi Trịnh Sâm ra ngồi ở chiếu khác. Sâm tức giận đổi nét mặt, quăng cả bát đũa không ăn, và nói với Thái tử rằng: 
| “ | Hai người chúng ta phải một sống một chết, "đế" ấy không phải cùng với "vương" này chung sống đặng. | ” |

Đến khi lên ngôi, bàn với Hoàng Ngũ Phúc và Phạm Huy Đĩnh hại thái tử nhưng không có chứng cứ, bèn vu cho thái tử tư thông với người phủ thiếp của Trịnh Doanh. Tháng 3 ÂL năm 1769, Sâm đem tội trạng ấy tâu bày với nhà vua, ép vua phải ký tên vào tờ chiếu phế truất Thái tử Vỹ làm thường dân, rồi giam vào ngục.
Tháng 8 ÂL cùng năm, Trịnh Sâm tự tiến phong làm Đại nguyên soái tổng quốc chính, Thượng sư Tĩnh vương. Sau khi Thái tử Vỹ bị truất ngôi, thì Hoàng tử thứ 5 là Lê Duy Cận thường đi lại lấy lòng Nguyễn Thái phi, vì thế Trịnh Sâm tấu xin vua lập Duy Cận làm Thái tử.
Ngày 26 tháng 11 năm 1770, vua Lê Hiển Tông nhân việc Trịnh Sâm vừa dẹp yên được Lê Duy Mật, sai quan cầm cờ tiết sách tỷ tiến phong chúa Trịnh Sâm Thượng sư Thượng phụ, Duệ Đoán Văn Công Vũ Đức Tĩnh vương, truy phong Vương phi Hoàng thị làm Chánh phi.
Về Thái tử phế Duy Vỹ đã bị bắt giam, chúa Trịnh Sâm muốn cách giết luôn nhưng chưa có cớ ra tay. Đến cuối năm 1771, Hoàng Ngũ Phúc cùng Phạm Huy Đĩnh liên danh nói gia khách của thái tử là Trần Trọng Lâm, Nguyễn Hữu Kỳ, Vũ Bá Xưởng, Lương Giản, ... lập mưu cướp lấy thái tử ra khỏi ngục. Trịnh Sâm hạ lệnh bắt những người này để tra hỏi, Bá Xưởng khai ra một người khác là Nguyễn Lệ khiến ông này cũng bị liên lụy. Nguyễn Lệ bị tra tấn dã man vẫn không thay đổi lời khai, Huy Đĩnh vẫn cố ý tự dựng thành bản án dâng lên. Chúa sai Huy Đĩnh thắt cổ giết thái tử Duy Vĩ, lại giết cả bọn Nguyễn Lệ và Bá Xưởng tổng cộng 14 người. Lại hạ lệnh truy thu lấy sắc phong nhà vua ban cho Hoàng hậu Trần Thị Câu (tức mẹ đẻ của thái tử), các con của thái tử (trong đó có Hoàng tôn Khiêm, tức vua Lê Chiêu Thống sau này) đều bị tống vào ngục. Chúa Trịnh Sâm nghĩ rằng Phạm Huy Đĩnh có công phát giác âm mưu bỏ trốn của Thái tử phế, nên thăng cho chức Thái tể, còn người phụ đạo của Thái tử là Nguyễn Mậu Đĩnh bị giáng xuống chức Tự khanh.

### Chinh phạt Thuận Hóa

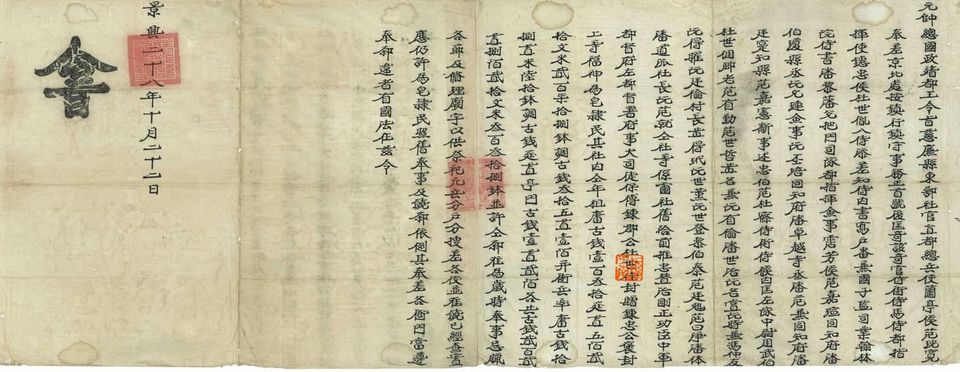
Một bức thư được chúa Trịnh Sâm viết năm 1776.

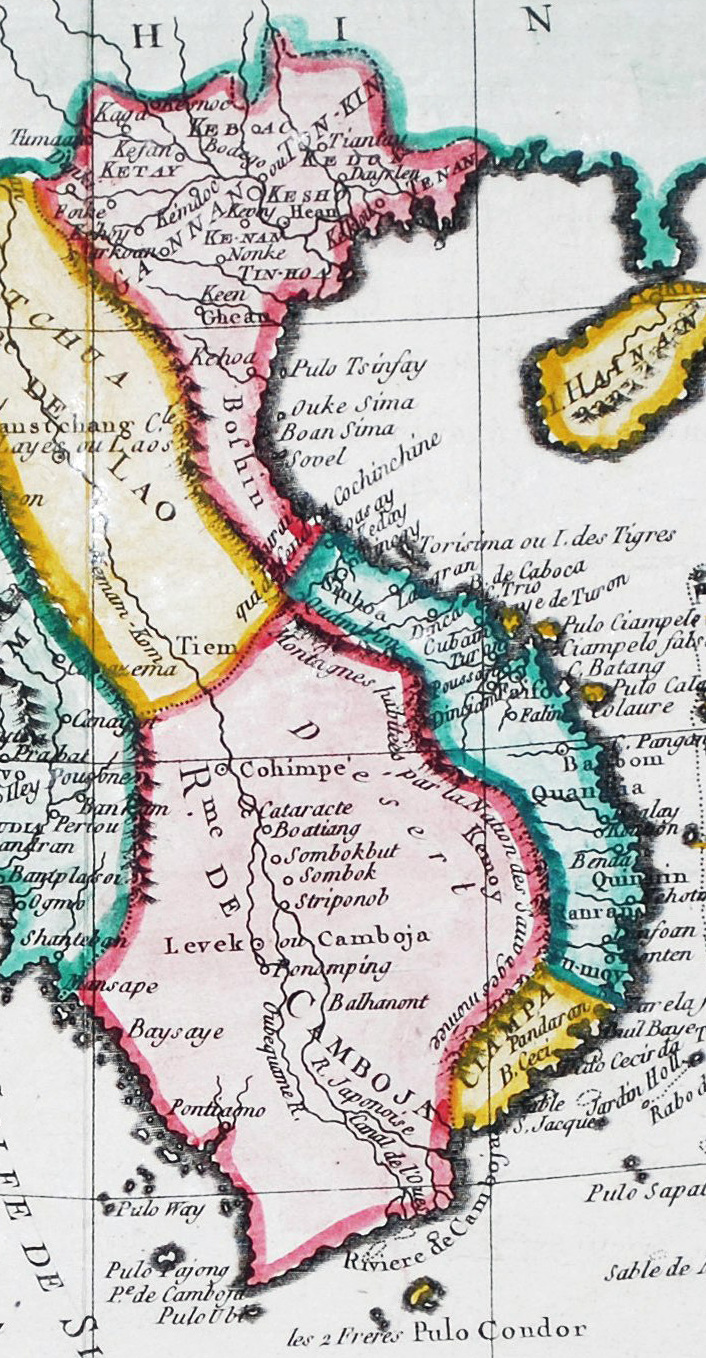
Bản đồ bán đảo Đông Dương những năm 1770, xuất bản ở Paris, Pháp năm 1774.

Từ sau khi đánh dẹp hoàn toàn phong trào khởi nghĩa nông dân, chúa Trịnh Sâm sinh tính háo thắng, thích gây việc binh đao để lập công. Việc tình hình nội bộ chúa Nguyễn ở miền nam lục đục là cơ hội tốt để ông thực hiện ý đồ tiêu diệt họ Nguyễn, thống nhất giang sơn. Cụ thể là từ năm 1765, khi Võ vương Nguyễn Phước Khoát mất, quyền thần Trương Phước Loan phế truất Công tử trưởng Nguyễn Phúc Luân mà lập công tử nhỏ Nguyễn Phúc Thuần lên nối ngôi, nhân đó thao túng triều cương, giết hại các trọng thần và tông thất, tăng cường bóc lột nhân dân khiến mầm mống loạn lạc nổi lên.
Năm 1773, cuộc khởi nghĩa Tây Sơn do Nguyễn Văn Nhạc lãnh đạo đã bùng nổ. Thế lực Tây Sơn phát triển rất nhanh, chúa Nguyễn lâm vào tình trạng khốn đốn vì các trọng trấn ở miền Trung lần lượt bị mất chỉ trong chưa đến một năm. Đến tháng 5 năm 1774, Trấn thủ Nghệ An Bùi Thế Đạt báo cáo về tình hình Đàng Trong lên chúa Trịnh. Gặp lúc quận Việp Hoàng Ngũ Phúc mới xin nghỉ hưu nhưng chưa về nhà, Trịnh Sâm viết trát thư kêu gọi ông này trở lại cầm binh, giữ chức Thống tướng, cùng Phan Lê Phiên, Đoàn Nguyễn Thục, Hoàng Phùng Cơ, Hoàng Đình Thể... thống lãnh tướng sĩ 33 doanh cùng quân thủy, quân bộ các đạo Thanh, Nghệ, vùng đông nam, gồm 3 vạn quân tiến xuống phía nam. Trịnh Sâm chia đặt ba trường sở lương thực, dự bị xếp đặt điều khiển để cung cấp lương thực cho binh lính; và dụ bảo quận Việp rằng
| “ | Ông đến Nghệ An, nên tùy cơ mà trù tính định liệu, trước hết đưa thư cho các tướng giữ biên giới, nói thác ra rằng việc hành quân này chỉ cốt phòng bị giặc Tây Sơn chạy trốn để thăm dò tình hình của họ. Nếu họ (chúa Nguyễn) đã bình định được giặc Tây Sơn, thì lại đưa thư đề đạt ý chí rồi dẫn quân về, đừng làm cho họ sinh nghi, lại gây hấn khích ở nơi biên giới. | ” |

Ngày 3 tháng 8 năm 1774, Hoàng Ngũ Phúc gửi thư cho Nguyễn vương đề đạt ý định của quân Trịnh khi tiến vào Thuận - Quảng chỉ là để "giúp chúa Nguyễn tiêu diệt quyền thần Trương Phước Loan và phản quân Tây Sơn mà thôi". Chúa Nguyễn vì tình thế quẫn bách, hai đầu đều thọ địch, nên vào ngày 5 tháng 10 năm 1774 đành sai sứ đến cống nộp vàng bạc để mong hoãn binh nhưng Hoàng Ngũ Phúc không có ý dừng lại. Ngày 21 tháng 10, quận Việp đưa quân qua sông Gianh, san phẳng lũy Trấn Ninh. Quân Trịnh chiến thắng liên tục mà không gặp phải trở ngại gì, điều này khiến Trịnh Sâm có ý định thân chinh. Ngày 11 tháng 11 năm ấy, Chúa đích thân đem các đạo quân xuất phát từ Thăng Long để "đi tuần phương Nam", chia quân làm bốn đạo tiền hậu tả hữu như sau
1. Tiền quân trao cho Phạm Huy Đĩnh chỉ huy
2. Hậu quân trao cho Trương Khuông chỉ huy
3. Tả quân trao cho Nguyễn Nghiễm chỉ huy
4. Hữu quân trao cho Lê Bỉnh Chấn chỉ huy

Bản thân Trịnh Sâm tự thống suất đại binh ở giữa để tiếp ứng cho Hoàng Ngũ Phúc. Lúc này chúa Nguyễn đã bắt trói Trương Phước Loan giao nộp cho quân Trịnh, nhưng Hoàng Ngũ Phúc vẫn tiếp tục hành quân với lý do "giúp chúa Nguyễn tiêu diệt phản quân Tây Sơn".
Ngày 9 tháng 1 năm 1775, Trịnh Sâm tiến quân đến Vĩnh Dinh, sai quân trấn Hải Dương mua thêm 30 vạn đấu gạo xay để cung cấp cho quân viễn chinh. Ngày 19 tháng 1, chúa Trịnh đã ở cảng Lạc Xuyên (thuộc huyện Kỳ Hòa), sai tiếp Nguyễn Nghiễm đem quân Trung tiệp và 10 đội thủy binh tiếp ứng cho quận Việp, còn mình tiến đến dinh trấn Nghệ An. Đến ngày 1 tháng 2, Hoàng Ngũ Phúc đưa quân vào thành Phú Xuân, chúa Nguyễn Phúc Thuần kinh hoàng, chạy về Quảng Nam. Được tin thắng trận, Trịnh Sâm lại dẫn quân về, sai Cấp sự trung Nguyễn Quýnh đến ban cho tướng sĩ 5000 lạng bạc và dụ bảo quận Việp rằng
| “ | Nay đã bình được Thuận Hóa rồi, còn Quảng Nam cũng nên lần lượt bình định nốt. Việc này, nếu không phải tay nguyên lão, không ai có thể đương nổi trách nhiệm. Vậy phàm điều khiển các việc, vỗ về hay đánh dẹp, đều cho phép được tùy tiện thi hành. | ” |

Lại sai sứ thần dụ bảo nhân dân Thuận Hóa; tha cho tô thuế; đình hoãn việc bắt phu tráng vào nộp quân phu, để lấy lòng dân ở vùng mới chiếm được. Ngày 1 tháng 4 năm 1775, chúa Trịnh Sâm về đến kinh thành Thăng Long, làm lễ tế cáo trời đất và cung tiến lên vua Lê 1 hốt vàng.
Hoàng Ngũ Phúc tiến vào Quảng Nam, lúc này chúa Định vương Nguyễn Phúc Thuần lánh vào Gia Định, trước mặt quân Trịnh là quân Tây Sơn. Quân Trịnh đánh tan quân Tây Sơn trong trận Cẩm Sa, Tây Sơn bèn giả vờ hàng phục. Ngũ Phúc tin lời, nhân dâng biểu xin cho Văn Nhạc làm tiền phong tướng quân, giữ chức hiệu trưởng Tây Sơn; Trịnh Sâm bằng lòng.
Khi đó Hoàng Ngũ Phúc tiến đến đóng ở Châu Ổ; trong quân phát sinh bệnh dịch, nhiều người chết, quận Việp bèn bí mật trù tính rút quân về. Nguyễn Nghiễm và Nguyễn Lệnh Tân đều muốn lưu quân ở Quảng Nam, Ngũ Phúc không theo và cho người chạy thư về triều xin về Thuận Hóa, để Quảng Nam đấy rồi sẽ tính sau. Trịnh Sâm y cho. Do đấy, hai phủ Thăng Bình và Điện Bàn lại bị Văn Nhạc chiếm cứ. Sau, vì Ngũ Phúc có bệnh phải triệu về triều rồi mất, bèn sai Bùi Thế Đạt, Nguyễn Đình Đống trấn giữ thay. Sau đó, bổ dụng Lê Quý Đôn và Nguyễn Mậu Dĩnh đến xếp đặt công việc trong quân, cứ 10 ngày đề đạt tình hình về triều một lần.
Tháng 8 năm 1775, ông triệu bọn Thế Đạt, Quý Đôn, Lê Phiên cùng các cơ đội trong 13 quân về kinh, mà sai Tạo quận công Phạm Ngô Cầu, trấn thủ Sơn Nam, lãnh chức trấn phủ Thuận Hóa thay Bùi Thế Đạt, cho phép Ngô Cầu được tùy tiện thi hành mọi công việc, để bọn Nguyễn Mậu Dĩnh và Nguyễn Lệnh Tân ở lại giúp việc, đổi sai binh lính 10 doanh, cơ, đội đến thú thủ. Lại sai Vũ Trần Thiệu, tả thị lang bộ Lại, đi dụ bảo và ban tiền bạc cho tướng sĩ có từng đẳng hạng khác nhau. Như vậy sau chiến dịch này, quân Trịnh đã thu phục được xứ Thuận Hóa rộng lớn là kinh đô của nhà Nguyễn, đẩy họ Nguyễn và tình thế quẫn bách cho đến khi bị Tây Sơn tiêu diệt năm 1777.

### Sự sa đọa những năm cuối đời
Sau sự kiện ở Thuận Hóa, chúa Trịnh đã giành khỏi tay chúa Nguyễn một vùng đất rộng lớn. Nhưng cũng kể từ đó, chính quyền Lê-Trịnh tiếp tục lún sâu vào lục đục, suy yếu; chúa Trịnh Sâm ngày một sa đọa, bỏ bê việc nước, tạo điều kiện cho Huy quận công Hoàng Đình Bảo cùng với Tu dung Đặng Thị Huệ thừa cơ lộng hành, mưu phế bỏ ngôi thế tử, bắt đầu cho những sóng gió liên tiếp trong những năm cuối thời Lê - Trịnh.
Mùa thu năm 1776, trong nước gặp cảnh hạn hán, mất mùa, dân bị đói, giá gạo cao, mà ruộng chiêm thì khô nẻ, công việc làm ruộng không được tiện lợi. Người sang trọng phải nhòm từng cửa để xin làm thuê hoặc vay mượn mà cũng không được, họ hợp nhau ăn cắp, ăn trộm, ăn cướp. Nhân dân không được yên nghiệp làm ăn.
Thấy Huy quận công Hoàng Đình Bảo - Trấn thủ Nghệ An được lòng dân, Trịnh Sâm nghi là có ý tạo phản, bí mật bàn mưu với Nguyễn Lệ và Nguyễn Phương Đĩnh giết Đình Bảo. Vợ của Bảo là Trịnh quận chúa (con gái thứ 3 của Trịnh Doanh, em gái Trịnh Sâm) hay ra vào phủ đường, kết thân với Đặng Tu dung, nên biết chuyện đó mà báo cho Đình Bảo. Bảo bèn làm tờ khải xin về triều, chúa y cho. Đình Bảo thấy mình không được lòng thế tử Trịnh Tông nên quay sang ủng hộ bà Đặng Thị Huệ, ngầm chủ trương mưu kế phế truất Thể tử Tông để giúp con của Đặng thị tên là Trịnh Cán vào thay ngôi Thế tử. Đặng Thị cũng hết sức giúp đỡ Đình Bảo, và biện bạch là Đình Bảo bị vi oan, lại cho Đình Bảo có thể dùng giữ việc trọng đại được. Trịnh Sâm tin lời. Do đấy, Đình Bảo được vào giữ chức trong chính phủ, lãnh chức trấn thủ Sơn Nam bằng cách vắng mặt. Quyền thế Đình Bảo làm nghiêng lệch cả trong kinh, ngoài trấn; chỉ có Nguyễn Lệ - Trấn thủ Sơn Tây và Nguyễn Khắc Tuân - Trấn thủ Kinh Bắc có ý đánh đổ Đình Bảo.
Mùa xuân năm 1779, chúa Trịnh Sâm lấy cớ rằng, trong nước được thái bình lâu ngày, lệnh cấm có phần lỏng lẻo, nên các nha môn 
hoặc có người trái phép làm càn, bèn hạ lệnh cho viên Phủ doãn ở Phụng Thiên đi tuần hành trong kinh kỳ, viên quan trong ti Hiến sát các trấn đi tuần hành trong địa hạt mình, để tra xét xem có việc giả lệnh, sai phái, dùng mạo ấn tín và các tình hình về việc sai bắt, nhũng nhiễu, lăng loàn ức hiếp hay không. Nếu có, thì không đợi người cáo tố, lập tức bắt để trị tội. Nếu viên quan nào vì sợ hãi, vì tránh tiếng mà yểm lưu đi, khi việc phát giác, sẽ đều tùy theo tội nặng hay nhẹ mà giáng chức hoặc bãi chức. Tuy thế, sách Cuơng mục cho rằng việc này thực hiện không nghiêm, bởi vì
| “ | Bên trong thì Đặng Thị, bên ngoài thì Hoàng Đình Bảo, trong ngoài cấu kết với nhau. Phàm nhà quyền thế phần nhiều dính dáng là môn hạ của hai nhà kia, nếu họ có việc gì đến cửa quan, thì viên quan giữ trách nhiệm chỉ nhìn nhau rồi ngậm miệng đùn đẫy lẫn cho nhau mà thôi. | ” |

Sách Vũ trung tùy bút của Phạm Đình Hổ cũng có đoạn nói về sự xa hoa của Chúa Trịnh Sâm vào nửa cuối giai đoạn cầm quyền của mình
| “              | Khoảng năm Giáp Ngọ, Ất Mùi (1774 – 1775), trong nước vô sự, Thịnh Vượng thích chơi đèn đuốc, thường ngự ở các ly cung trên Tây Hồ, núi Tử Trầm, núi Dũng Thúy. Việc xây dựng đình đài cứ liên miên. Mỗi tháng ba bốn lần, Vương ra cung Thụy Liên trên bờ Tây Hồ, binh linh dàn hầu vòng quanh bốn mặt hồ, các nội thần thì đều bịt khăn, mặc áo đàn bà bày bách hóa chung quanh bờ hồ để bán. Thuyền ngự đi đến đâu thì các quan hỗ tụng đại thần tùy ý ghé vào bờ mua bán các thứ như ở cửa hàng trong chợ. Cũng có lúc cho bọn nhạc công ngồi trên gác chuông chùa Trấn Quốc, hay dưới bóng cây bến đá nào đó, hòa vài khúc nhạc. Buổi ấy bao nhiêu những loài trân cầm dị thú, cổ mộc quái thạch, chậu hoa cây cảnh ở chốn dân gian, Chúa đều sức thu lấy, không thiếu một thứ gì. | ” |
| — Phạm Đình Hổ | |   |

### Phế con lớn lập con nhỏ
Bấy giờ công tử cả là Trịnh Tông do bà Thứ phi Dương Thị Ngọc Hoan sinh ra, chào đời năm 1763. Tuy nhiên Trịnh Sâm thấy Trịnh Tông chỉ thích việc võ, không thích học; cộng thêm bà Dương thị có người chị là thị thiếp của tiên chúa Trịnh Doanh, sinh ra Thụy quận công Trịnh Lệ - người có âm mưu cướp ngôi Chúa, khiến Chúa càng thêm ác cảm với đứa con trưởng này. Thuở nhở công tử Tông phải đến ở nhà riêng của a bảo Hân quận công Nguyễn Phương Đĩnh, có lệnh mới được vào phủ. Đến năm Tông 9 tuổi mới được đi học, có Nguyễn Lệ, Lý Trần Thản làm Tả, Hữu tư giảng để dạy học cho Tông (không lâu sau Thản chết, còn Lệ bị điều ra Sơn Tây, chỉ có 5 6 người tùy giảng mà thôi). Còn việc lập Thế tử thì Chúa vẫn cứ chần chừ dù theo quy định về việc kế tự luôn ưu tiên cho người con trai trưởng bất kể đích xuất hay thứ xuất. Hai viên quan trong cơ quan Ngự Sử Đài là Nguyễn Thưởng và Vũ Huy Đĩnh nhiều lần xin Trịnh Sâm lập Thế tử, nhưng họ đều bị giáng chức.
Về sau Trịnh Sâm sủng ái một người cung nữ là Đặng Thị Huệ. Sau khi Thị Huệ sinh được một người con trai là Trịnh Cán (1777) thì được tấn lên bậc Tu dung thuộc hàng Cửu tần. Ỷ vào sự sủng ái của nhà Chúa, Đặng Tu dung câu kết với quận Huy Hoàng Đình Bảo, nuôi ý lập con mình là Trịnh Cán (sinh năm 1777) làm kế tự. Một truyền thuyết về mối tình giữa chúa Trịnh Sâm với Đặng Tu dung được kể lại như sau
| “ | Chúa Trịnh trông thấy đem lòng yêu mến đặc biệt. Thị Huệ ngày càng được yêu: Ả nói gì chúa cũng nghe và có việc gì chúa cũng nói với Thị Huệ. Từ đó Thị Huệ được sống xùng một nơi với chúa, y như vợ chồng nhà thường dân. Xe kiệu quần áo của Thị Huệ đều được sắm sửa như đồ dùng của chúa. Thị Huệ ngày càng lộng hành. Hễ có chuyện không vừa ý xây xẩm mặt mày, kêu khóc thảm thiết khiến chúa rối lòng. Trịnh Sâm có ngọc dạ quang, chiến lợi phẩm của một trận đánh phương Nam, vẫn treo ở đầu khăn làm đồ trang sức. Một hôm Thị Huệ lấy tay mân mê viên ngọc. Chúa nói: Nhè nhẹ tay kẻo sây sát! Thị Huệ liền ném viên ngọc xuống đất, tru tréo khóc la: Ngọc này chả là cái gì sất! Chẳng qua vào Quảng Nam kiếm trả chúa hạt khác là cùng. Sao chúa nỡ trọng của khinh người vậy? Đoạn Thị Huệ bỏ ra ở cung khác, từ chối không gặp nữa, Trịnh Sâm phải dỗ dành mãi, Huệ mới chịu làm lành với chúa. | ” |

Vào năm 1780, Trịnh Sâm mắc bệnh trĩ không ra ngoài, Trịnh Tông cảm thấy bất an bởi khi đó nhiều lần Tông bị cấm vào yết kiến; bèn bàn mưu với gia thần là Đàm Xuân Thụ và bọn đầy tớ nhỏ là Thế và Thẩm bí mật chứa sẵn binh khí, chiêu mộ dũng sĩ, dự định khi Trịnh Sâm mất thì đóng cửa thành lại, giết Đình Bảo, bắt giam Đặng Thị Huệ, rồi báo cho quan hai trấn Tây, Bắc vào hộ vệ để vững vàng ngôi Chúa. Trịnh Tông lại vay ngầm của nội thị Chu Xuân Hán 1.000 lạng bạc, để nuôi dũng sĩ và sắm khí giới.
Tuy nhiên sau đó Trịnh Sâm khỏi bệnh, việc này bị tiết lộ ra. Có quan cấp sự trung Nguyễn Huy Bá đã bị bãi chức, nên sai vợ làm cung tỳ cho Đặng Thị Huệ để lấy lòng bà ta. Đến đây Bá đem sự việc nói với Huệ, rồi tâu lên Chúa. Chúa xem tờ khải, tất tức giận, bèn gọi Hoàng Đình Bảo vào hỏi ý, muốn muốn trị tội ngay. Đình Bảo xin trước hết là triệu hai quan trấn thủ tây - bắc (Nguyễn Lệ và Nguyễn Khắc Tuân) trở về để phòng khi Trịnh Tông bị tội có thể họ sẽ nổi lên làm loạn. Trịnh Sâm cho là phải, bèn hạ chiếu triệu Nguyễn Lệ. Khi Lệ đến, Trịnh Sâm hỏi han yên ủi ân cần hơn trước, đến vài ngày sau khi truy bắt được đồ đảng thì lập tức giam Lệ và Nguyễn Phương Đĩnh lại. Rồi lại triệu Nguyễn Khắc Tuân. Tuân về kinh thấy Lệ và Đĩnh bị giam, bèn vào phủ Chúa để tạ tội. Chúa sai nội thần trách Tuân rằng
| “ | Cậu với thằng Tông làm giặc thì cậu cứ đi mà dấy quân, ta đã có tướng giỏi để đối chọi | ” |

Khắc Tuân đến nhà Tả Xuyên (nơi giam giữ Nguyễn Lệ) và bàn nhau đổ hết tội cho Trịnh Tông và đám tôi tớ để được thoát chết. Trịnh Sâm không chấp nhận lời biện bạch, cho người đem bức thư ấy xé trước mặt Tuân, Tuân lại quỳ xuống mà nhặt lấy. Chúa càng tức giận, lệnh bắt cả Chu Xuân Hán, giao cho Ngô Thời Nhiệm và Phong Triều hầu tra xét, giữa lúc đó Nhậm có tang cha (Ngô Thì Sĩ) nên phải từ chức. Chúa lại sai Lê Quý Đôn tra hỏi, bọn Xuân Thụ, Thế và Thẩm nhận hết tội lỗi. Lê Quý Đôn vẫn thù Nguyễn Lệ, làm đảo lộn giấy tờ đi, khiến nhiều người vô tội bị dính dáng vào. Án làm xong, đình thần bàn những người can dự đều phải xử tử, riêng Thế tử thì không dám bàn. Trịnh Sâm phê rằng
| “           | Theo phép kinh Xuân Thu, phải trị tội thằng Tông thật nặng. Nhưng ta nghĩ cha con là tính trời, tình thật không nỡ. Cho nên truất hắn xuống làm con út. Nguyễn Khắc Tuân phải xử tử, Khản, Hán là người có công khi ở tiềm để, cho miễn tội chết, giam lại. Đĩnh vì già, thực thà không dự đến mưu ấy, miễn cho tội chết, về làm dân tự do | ” |
| — Trịnh Sâm | |   |

Lệnh này ban xuống, Tuân và Hán uống thuốc độc chết, còn Trịnh Tông thì bị phế làm con út, đổi tên là Trịnh Khải, và bị giam lỏng. Bà nhũ mẫu của Trịnh Tông tên là Thị Quỳnh trốn vào làm ni cô trong chùa, nhưng vẫn bị bắt và đem cho voi giày, việc này khiến dân tình bàn tán xôn xao. Trong kinh ngoài trấn đều đồn đãi rằng họ Hoàng, họ Đặng mưu hại Thế tử. Hoàng Đình Bảo bèn đổ trách nhiệm này cho Ngô Thời Nhiệm (sự tích Sát tứ phụ nhi thị lang) khiến ông này bị mang tiếng nhơ nhuốc. Bấy giờ, có viên Tri châu là Lê Vĩ, dâng thư nói rằng Trịnh Khải mắc oan, nhưng thư ấy cũng không được Trịnh Sâm ngó tới.
Năm 1781, có người tên là Nguyễn Nhã Lượng xúi Hoàng Đình Bảo làm phản cướp ngôi. Bảo đem việc tâu lên Chúa, Nhã Lượng bị đem ra xử tử.
Mùa đông năm 1780, người thổ nhà Thanh chiếm đất sáu châu ở phủ An Tây, từ đó suốt đời Lê không còn khôi phục lại được. Mùa đông năm 1781, nhân Trịnh Cán (con Đặng Thị Huệ) đỡ bệnh, bầy tôi xin lập Cán làm thế tử, chúa Trịnh Sâm đã toan bằng lòng. Mẹ ông là Thái phi Nguyễn thị can rằng
| “ | Thằng Cán với thằng Tông đều là cháu của già này, nhưng già nghĩ, cháu Tông đã trưởng thành, mà cháu Cán còn nhỏ tuổi lại quặt quẹo luôn. Già mong Vương thượng coi tôn miếu xã tắc làm trọng hơn, hãy để trống ngôi kế tự, ngõ hầu thằng Tông có lòng răn chừa; nếu không thế thì đợi khi Cán đến tuổi trưởng thành cũng chưa có gì là muộn. | ” |

Chúa không nghe, đáp rằng
| “ | Thằng Cán và thằng Tông là cháu của mẹ, cũng là con của tôi. Người xưa nói biết con không ai bằng cha. Tôi cũng chưa đến nỗi mê mệt ngu tối để mà bỏ con lớn lập con bé. Nhưng nhà nước là trọng đại, phải phó thác cho người xứng đáng. Nếu thằng Cán không khỏi bệnh thì thà rằng lập quận Côn, để trả lại cơ nghiệp cho ngành cả của nhà bác, chứ không đành lòng phó thác cho đứa con bất hiếu làm hỏng cơ nghiệp của tổ tiên! | ” |

Thái phi không nói gì nữa. Bởi thế Trịnh Sâm tâu xin nhà vua, lập Cán làm Vương thế tử. Lúc ấy Cán mới 5 tuổi. Sâm dùng Huy quận công Hoàng Đình Bảo làm a bảo để nuôi dưỡng giúp đỡ Cán. Sâm mắc bệnh trĩ, ở nhà Kín không ra ngoài. Đặng Thị Huệ trở thành Chính cung Tuyên phi, ở trong cung xếp đặt công việc, bè đảng đều giữ địa vị trọng yếu, mà Cán lại là người thơ ấu nối nghiệp, nên người ta đều có lòng lo ngại.
Cũng năm đó, em trai của bà Tu dung Đặng Thị Huệ là Đặng Lân là người càn rỡ, thường cướp của người dân, cưỡng dâm các thiếu nữ trong kinh thành, ban ngày thì phóng ngựa cưỡi voi nghênh ngang, không chịu phục tùng ai. Đặng Thị Huệ lại thuyết phục Chúa đem quận chúa thứ 2 gả cho Lân để có thêm vây cánh. Ít lâu sau, quan Nội thần bảo hộ Quận chúa có việc trái ý Lân, Lân tự ý giết đi. Việc bị phát giác, đình thần đều bàn nên xử trảm, nhưng do Đặng Tu dung khóc xin nên Lân được khỏi tội chết, giảm xuống đi đày ở châu xa.

### Qua đời

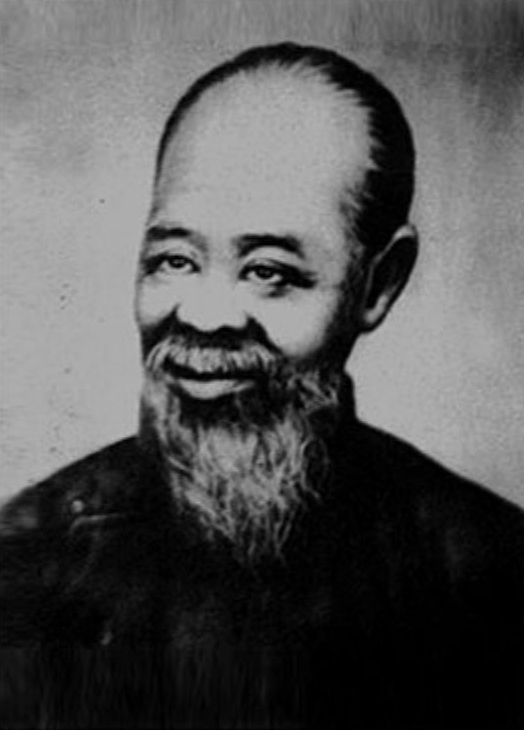
Danh y Lê Hữu Trác, tức Hải Thượng Lãn Ông (1724 - 1791), người từng được mời vào kinh chữa bệnh cho Trịnh Sâm và Trịnh Cán.

Năm 1782, bệnh cũ của Chúa tái phát, rất sợ nắng gió, thường ở trong cung sâu kín, ban ngày cũng phải đốt nến, nếu không phải ngày đại triều, không bao giờ ra ngoài.
Đến tháng 9 ÂL năm 1782, bệnh trở nặng, chỉ có Đặng Thị Huệ cùng các đại thần Hoàng Đình Bảo, Tạ Doanh Thùy và Lê Đình Châu được vào hầu, trong khi đến cả Thái phi và các quận chúa cũng ít khi được tiếp kiến. Đến khi bệnh tình trở nặng, Đặng Thị Huệ khóc nói rằng
| “ | Thiếp nhờ ơn vương thượng yêu đương quyến luyến bội phần, nay trăm tội đỗ lên đầu thiếp, không biết một ngày kia mẹ con thiếp sẽ gửi thân vào nơi nào? | ” |

Trịnh Sâm an ủi rằng
| “ | "Danh vị Thế tử đã ấn định rồi, sau này nước là nước của nó, còn khanh là mẹ của thiên hạ, còn phải lo lắng gì nữa? | ” |

Ông cho Hoàng Đình Bảo làm đại thần cố mệnh. Đình Bảo xin cho Chánh cung Tuyên phi lên triều nghe chính, cùng với Vương thúc Khanh quốc công Trịnh Kiều, Quốc sư Nguyễn Hoàn phụ chính, cùng Châu quận công Bùi Đình Châu, Tứ Xuyên hầu Phan Lê Phiên, Diệm quận công Nguyễn Diệm, Thùy Trung hầu Tạ Danh Thùy cùng nhận cố mệnh. Trịnh Sâm nghe theo, sai Phan Lê Phiên làm tờ cố mệnh thư, Nhữ Công Chân làm chế sách phong cho Tuyên phi. Khi Trịnh Kiều và Nguyễn Hoàn đến, Trịnh Sâm khóc nói rằng
| “ | Tiểu tử này mắc bệnh, không sống được nữa. Nay Thế tử Cán nối ngôi, rất mong chú và thầy cùng lòng giúp rập, vượt qua trong buổi khó khăn | ” |

Lúc ấy thư cố mệnh chưa ghi tên thế tử Cán, Trịnh Kiều ghi thay. Kiều ghi tên Cán xong, liền dâng trình, thì Trịnh Sâm đã nhắm mắt rồi, không còn biết gì nữa. Năm đó, Trịnh Sâm được 44 tuổi, làm chúa 16 năm. Trịnh Sâm truy phong là Thịnh vương, miếu hiệu Nghị Tổ; được an táng ở xã Quý Lộc huyện Yên Định tỉnh Thanh Hóa.
Hai tháng sau, với sự trợ giúp của quân Tam phủ, Thế tử bị phế Trịnh Khải thành công đoạt lại ngôi Chúa, tuy nhiên không thể cứu vãn sự suy tàn của họ Trịnh trước sự lớn mạnh của Tây Sơn. Đến năm 1787, tức 5 năm sau khi Trịnh Sâm qua đời, sự nghiệp của họ Trịnh ở Đàng Ngoài chấm dứt.

## Nhận định
Trong bộ Lịch triều hiến chương loại chí, phần "Văn tịch chí", sử gia Phan Huy Chú nhận xét về Thịnh vương Trịnh Sâm:
| “              | Chúa cho phép tắc các triều trước là nhỏ hẹp, nên việc chính thường tự quyết đoán, phần nhiều không theo lệ cũ, cầm giữ chính quyền, cất nhắc nhân tài, văn trị sửa sang ở trong, vũ công chống chọi ở ngoài. Bình được giặc Hưng Hóa, diệt được giặc Trấn Ninh, thu lại Nam Hà, chính giáo lừng lẫy khắp nơi, bốn cõi yên ổn, công danh rực rỡ hơn các đời trước. Chỉ phải cái lấn bức nhà vua quá đáng, đáng thẹn với các chúa trước về việc tôn phò. Vả lại bên trong quá yêu tỳ thiếp, bỏ con lớn dựng con bé, đến nỗi họa sinh ra ở trong nhà. | ” |
| — Phan Huy Chú | |   |

Theo Vũ Ngọc Khánh
| “               | Trịnh Sâm là người cứng rắn thông minh, quyết đoán và rất kiêu căng tham vọng, muốn khuất phục mọi người. Tuổi trẻ càng làm cho ông thêm hăng hái, muốn lập những công lao đặc biệt. Ông cho rằng phép tắc đời trước là nhỏ hẹp, nên thường không muốn theo lệ cũ. Ông chỉ đạo việc tấn công Đàng Trong, chiếm được cả Thuận Quảng, Phú Xuân. Ông dẹp được Lê Duy Mật ở Trấn Ninh, Hoàng Công Chất ở Hưng Hóa, chiến tích lẫy lừng... (Tuy nhiên) Trịnh Sâm say mê nàng Đặng Thị Huệ, vì nàng mà bỏ con trưởng lập con thứ, gây nên nhiều vụ án trong triều, bất bình trong cung, cuối cùng thì có nạn kiêu binh làm đất nước chao đảo | ” |
| — Vũ Ngọc Khánh | |   |

Theo Từ điển nhân vật lịch sử Việt Nam
| “                                 | Trong những năm giữ chức, Trịnh Sâm đã chỉ đạo dẹp hai cuộc khởi nghĩa Lê Duy Mật, Hoàng Công Chất; giảm bớt số phủ, huyện; chấn hưng lại hệ thống quan chức; khảo duyệt các quan. Năm 1774, nhân cuộc khởi nghĩa Tây Sơn, ông đã sai Hoàng Ngũ Phúc đem quân vào chiếm Phú Xuân, Quảng Nam. Tự phụ với công lao của mình và của dòng họ, ông đã từng cử sứ sang nhà Thanh xin phong vương và truất bỏ nhà Lê, nhưng không thành. Từ đó ông lấn át vua Lê, tự quyết định cả việc thi cử, tiếp đãi sứ thần. Trịnh Sâm cũng là một người giỏi văn thơ... | ” |
| — Đinh Xuân Lâm, Trương Hữu Quỳnh | |   |

Sách Khâm định Việt sử Thông giám Cương mục của nhà Nguyễn có dẫn lời bàn của vua Tự Đức về việc Trịnh Sâm giết Thái tử Vỹ:
| “        | Một việc vô cùng thê thảm, đau đớn đến ngàn đời. Đọc sử đến đây làm cho lỗ mũi người ta phải chua xót! Việc này cùng với việc phá tường để bắt Phục Hậu cùng một cảnh đáng đau lòng. Lại đáng giận lúc ấy khanh tướng đầy triều đình, mà không một người nào dám nói, chỉ có Nguyễn Lệ vì liên can mới phải tự tiết mà thôi, như thế có thể trong triều lúc bấy giờ không có người nào ra gì cả. Đến cả Nguyễn Thị là mẹ Trịnh Sâm cũng không nói một lời để giải cứu, thế thì bụng dạ Nguyễn Thị ra thế nào? Thà rằng trước kia đừng phân biệt chỗ ngồi lại còn hơn. Đem so sánh với Vũ Thị thì Nguyễn Thị còn kém nhiều lắm. | ” |
| — Tự Đức | |   |

Tày, tác giả Trần Đình Ba dẫn một bài thơ của người đời xưa phê phán Trịnh Sâm giết hại Thái tử và lấn quyền nhà vua một cách quá đáng
Trịnh Sâm lên nối ngôi
Chính sự càng hà khắc
Giết con cả của vua
Lấn át càng quá cực
Sách Việt sử giai thoại của Nguyễn Khắc Thuần có lời bàn như sau về hành động bỏ con đích, lập con nhỏ của Trịnh Sâm
| “                   | Bề ngoài, có vẻ như Trịnh Sâm thuận theo lời tâu xin của quần thần, sớm định ngôi Thế tử để yên lòng người, nhưng thực ra, những quần thần kia chẳng qua chỉ là tay chân của Đặng Thị Huệ, rốt cuộc, Trịnh Sâm chỉ là con rối, bị lòng tham của những kẻ tầm thường giật dây đó thôi. Kẻ vô đạo thường hay nói lời nhân nghĩa, như lời Trịnh Sâm trả lời Thái phi Nguyễn Thị, kể cũng là lời nhân nghĩa đó thôi, có điều, trên thì coi khinh nhà vua và bất kính với mẹ, dưới thì rẻ rúng quần thần. Trịnh Sâm quả là kẻ vô đạo nổi bật trong số những kẻ vô đạo vậy. Những người quyết chí tôn lập Trịnh Cán đều không phải vì ngôi vị của Trịnh Cán mà là vì chính họ. Đặng Thị Huệ thì vì ngôi Thái phi của mình, Hoàng Đình Bảo thì vì quyền khuynh loát bá quan của ông, những người khác thì vì tham vọng thăng quan tiến chức kiểu ngang tắt của họ, đến như Trịnh Sâm mà quyết chí lập Trịnh Cán cũng chỉ vì nặng lòng cưng chiều Đặng Thị Huệ đó thôi. | ” |
| — Nguyễn Khắc Thuần | |   |

## Gia quyến

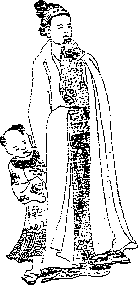
Tuyên phi Đặng Thị Huệ và Điện Đô vương Trịnh Cán.

### Chính thất
- Chính phi Hoàng Thị Khoan (黃氏寬), tôn phong là Huy Âm Ý Đức Đoan Từ Chính phi (徽音敬德端慈正妃), thụy hiệu Ý Thục (懿淑)[93], người xã Lệnh Đường, Thanh Trì. Bà là người xinh đẹp, tỏa hương thơm nên được ban tên hiệu là Ngọc Phương (玉芳). Sinh ra hai con gái Ngọc Anh và Ngọc Lan.
- Tuyên phi Đặng Thị Huệ (? - 1784), người làng Phù Đổng, huyện Tiên Du. Sinh ra Trịnh Cán.

### Thứ thất
- Thái phi Dương Thị Ngọc Hoan, người làng Long Phúc, xã Thạch Khê, huyện Thạch Hà, Hà Tĩnh. Sinh ra Trịnh Tông (tên khác là Trịnh Khải).
- Tiệp dư Trần Thị Lộc, tiến cử Đặng Tuyên phi cho chúa.
- Thị nội Cung tần Nguyễn Thị Sảo, người làng Liễu Ngạn, huyện Siêu Loại, phủ Thuận An, trấn Kinh Bắc. Con gái Đại Vũ hầu Nguyễn Gia Viên. Sau tái giá.

### Hậu duệ
- Linh vương Trịnh Tông (1763 - 1786), con của bà Dương Thị Ngọc Hoan.
- Điện Đô vương Trịnh Cán (1775 - 1782), con của bà Đặng Thị Huệ.
- Ngọc Anh quận chúa Trịnh Thị Ngọc Loan, con của Chính phi Hoàng Thị Khoan. Lấy Đang Trung hầu Bùi Thế Toại
- Ngọc Lan quận chúa Trịnh Thị Ngọc Xuyên, con của Chính phi Hoàng Thị Khoan. Lấy Đặng Lân, em trai của Tuyên phi Đặng Thị Huệ

## Trong văn hoá đại chúng

NSND Thế Anh, người thủ vai Tĩnh Đô vương Trịnh Sâm trong bộ phim điện ảnh Đêm hội Long Trì dựa trên vở kịch cùng tên của nhà văn Nguyễn Huy Tưởng.

| Năm  | Tác Phẩm             | Diễn Viên |
| 1989 | 《Đêm Hội Long Trì》 | Thế Anh   |
| 1989 | 《Kiếp Phù Du》      | Thế Anh   |